# 五葉山
五葉山（ごようざん）は、東北地方太平洋側にある北上山地南部の山。標高は1,351mで、三陸沿岸の最高峰である。日本三百名山に選定されている。

## 概要
岩手県住田町、釜石市、大船渡市にまたがる。北上山地では、早池峰山（1,914m)及び、そのすぐ南にある小田越を挟んで対峙している薬師岳(1,645m)に次ぐ高さであり、また最も海に近いため、山頂からは三陸のリアス式海岸を一望できる。南側に広がる準平原とともに五葉山県立自然公園に指定されている。「五葉山」の名は、阿弥陀如来、薬師如来、観音菩薩、虚空蔵菩薩、愛染明王の五仏を祀る事からとも、藩政時代に伊達藩にとって重要な山であったことから「御用山」と呼ばれていたことに由来するとも言われている。

## 動植物
中腹付近はダケカンバやケヤキ、ミズナラなどの木々に覆われており、樹木の種類だけでも200を越えるといわれている。頂上付近では年間を通して強い内陸からの風が吹きつけ、ハイマツやコケモモ、ガンコウランなど限られた種類の植物しか見られない。
五葉山とその南側に広がる準平原は県立自然公園に指定されており、公園全域が鳥獣保護区になっている。シカ、サル、カモシカが生息するほか、ゴヨウマツやヒノキアスナロの天然林が茂り、ツツジ類、ハクサンシャクナゲの群落が見られる。ホンシュウジカの北限の生息地として知られる。

### ゴヨウザンヨウラク
五葉山の固有種としてゴヨウザンヨウラクが知られている。岩手大学の菊地政雄教授らによって1961年に発見され、菊地によって1962年に新種記載された。ヨウラクツツジ属（現在の分類ではツツジ属）の一種であるが、同属のなかでは特異な形態をもっている。環境庁のレッドデータブック2000年度版では絶滅危惧IA類とされており個体数が非常に少ないが、2000年からの「ゴヨウザンヨウラクの保護を考える会」の調査により群落が確認されている。

## 地形と地質
北上山地南部に位置し、同山系の中では最も海に近い。山頂から海までの距離は直線で約13kmである。山頂付近はおよそ1億1千万年前に形成された花崗閃緑岩に覆われている。山頂からは岩手山や早池峰山を望むこともできる。

## 歴史
- 藩政時代は伊達藩直轄の山であり、火縄の材料となるヒノキ、ツガなどの林産資源が重要視されて「御用山」と呼ばれていた。後にこの山で多く見られるゴヨウマツ（五葉松）に因んで「五葉山」と呼ばれるようになった。
- 1966年6月に、岩手県内6番目の県立自然公園として指定された。

## 登山
釜石市、大船渡市、住田町からの登山ルートが存在する。
- 釜石コース
  - 赤坂コース（唐丹駅方面から赤坂峠口）[2]
  - 楢ノ木平コース（楢ノ木平口 - 鳩ヶ峰 - 山頂）[2]
- 大船渡コース
  - 赤坂コース（五葉温泉方面から赤坂峠口）[2]
  - 大沢コース（五葉温泉 - 大沢口 - 畳石または黒岩 - 山頂）[2]
- 住田コース
  - 桧山あすなろ山荘コース（桧山口 - あすなろ山荘 - 山頂）[2]
  - 桧山黒岩コース（黒岩口 - つつじヶ峯 - 黒岩 - 山頂）[2]

## ギャラリー

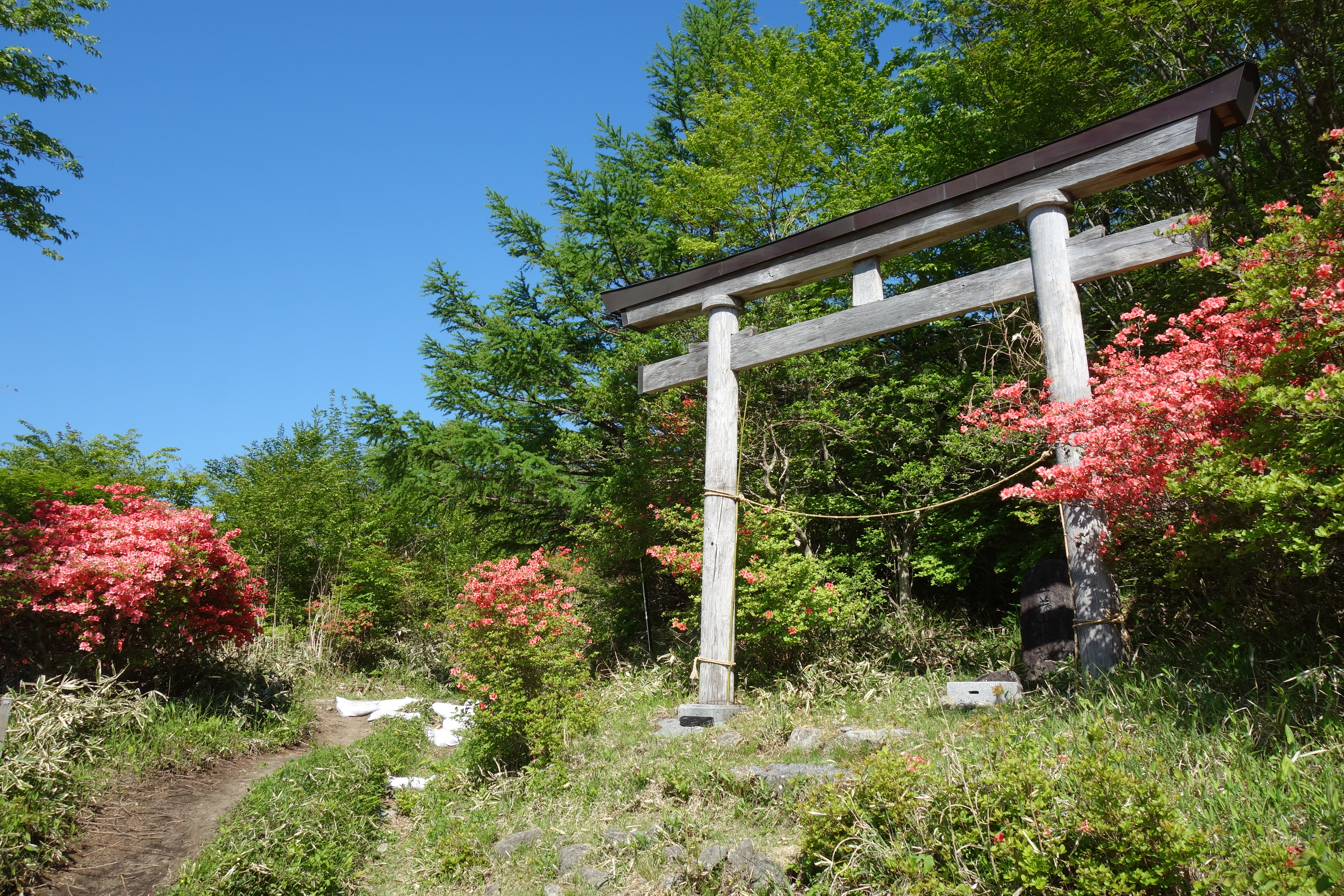
赤坂峠登山口
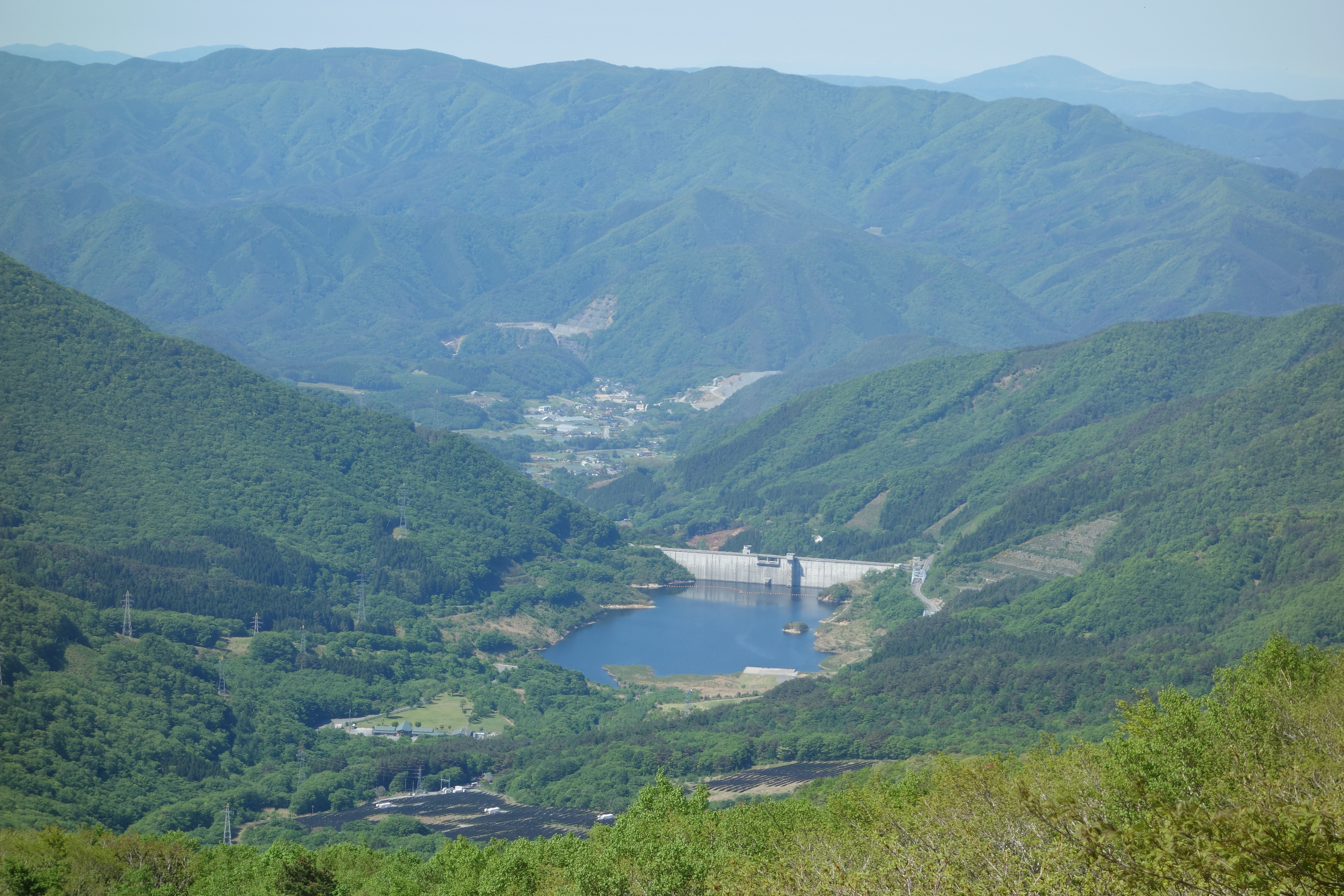
五葉湖と五葉温泉
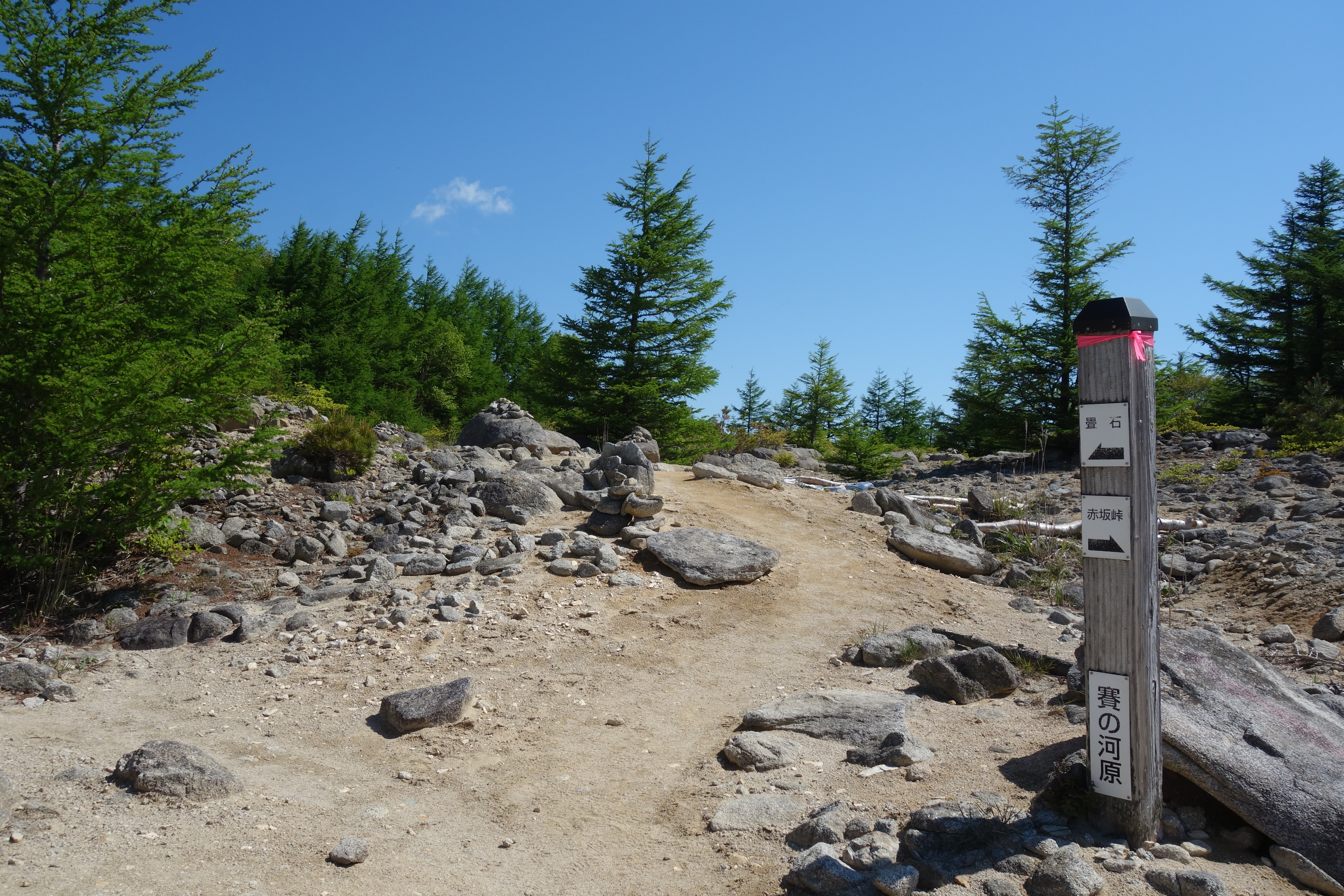
賽の河原
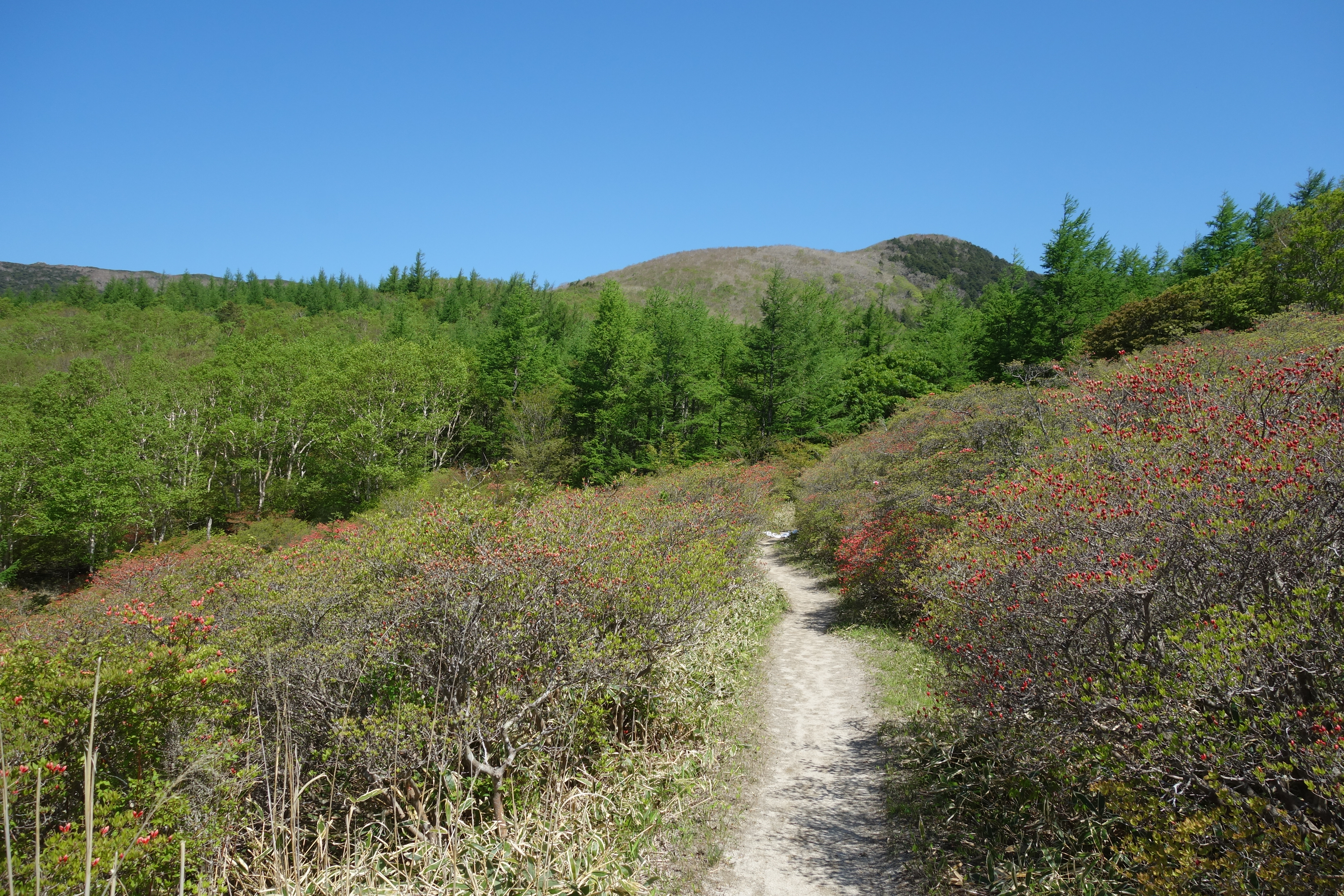
賽の河原から五葉山
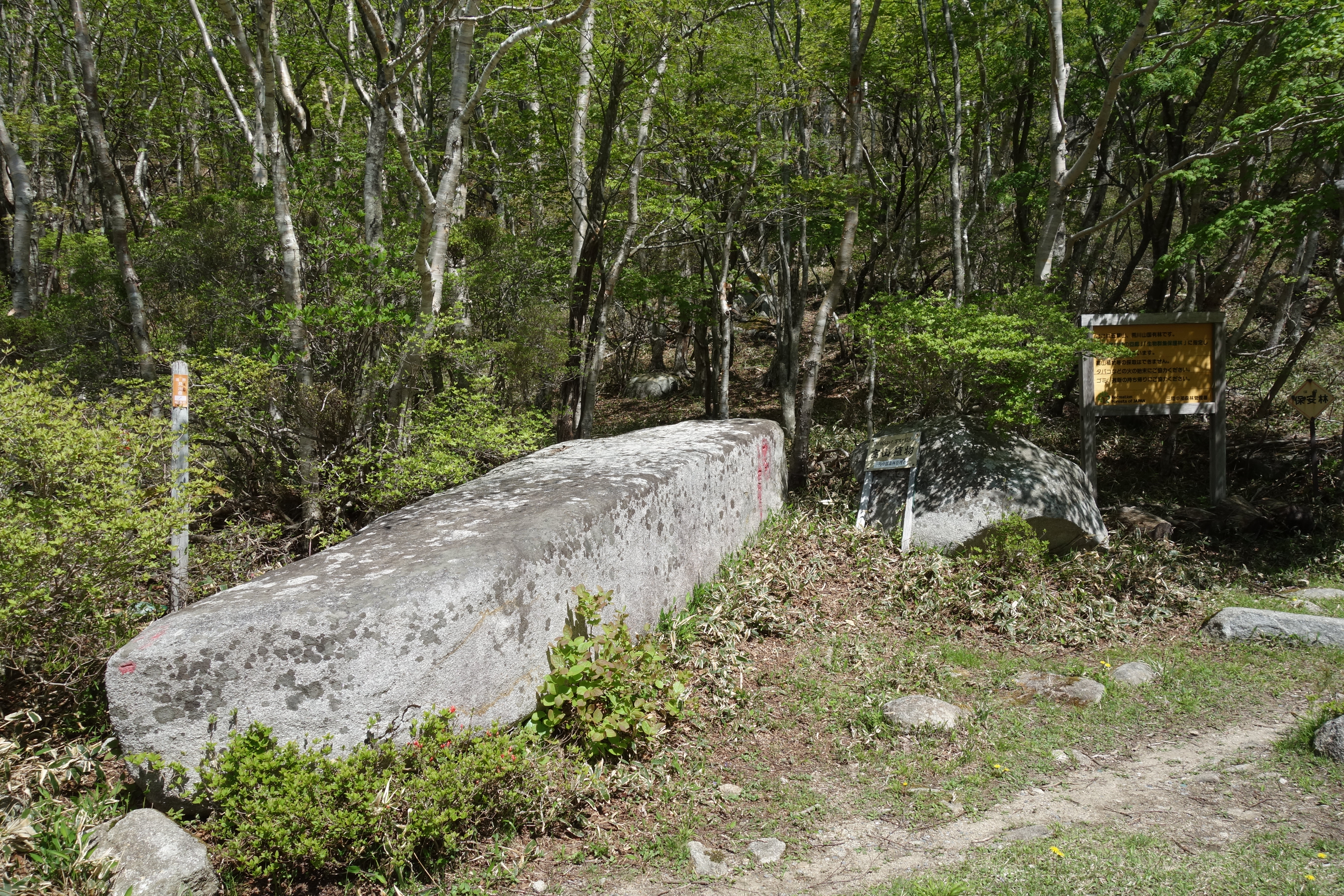
中腹の畳石
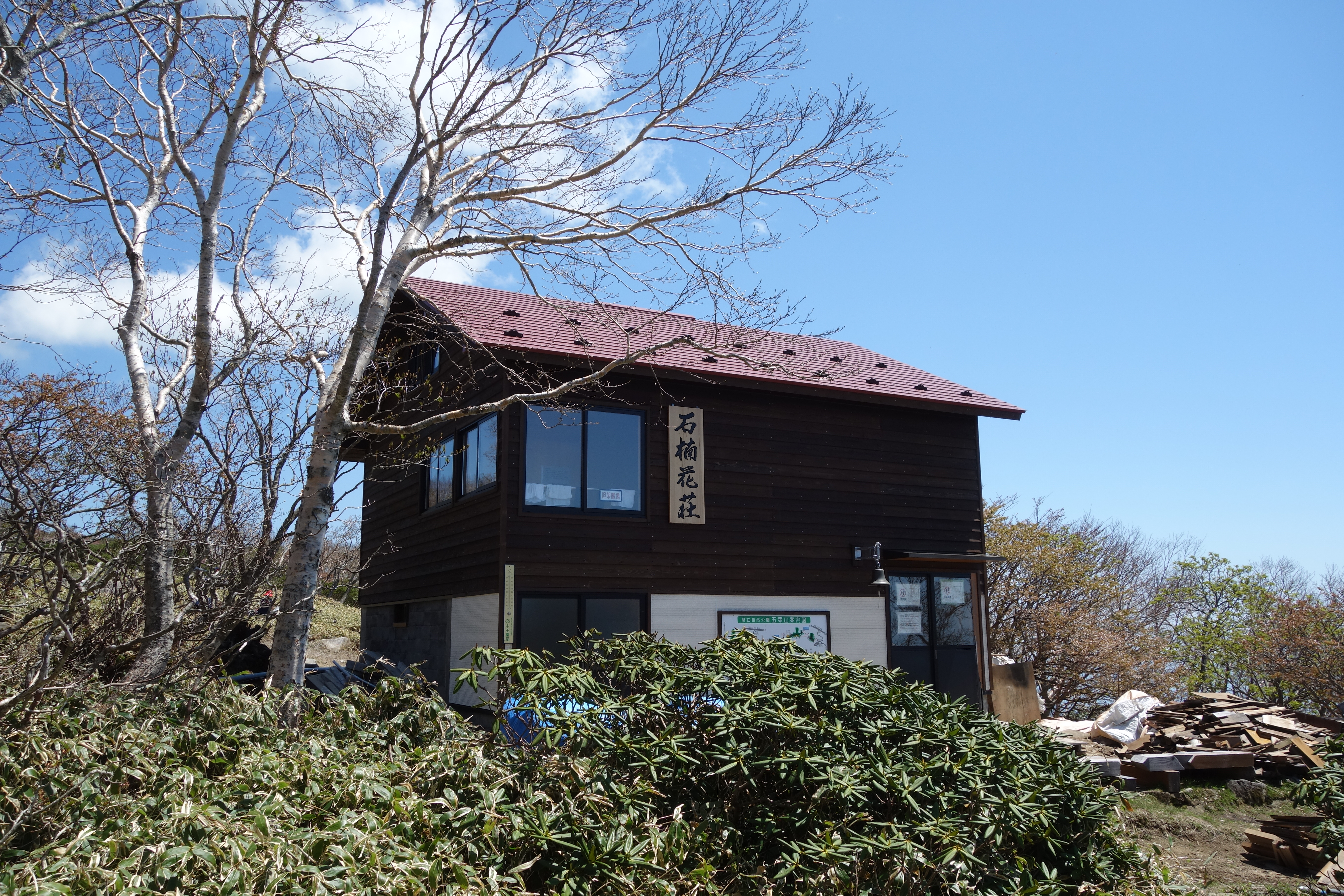
石楠花荘
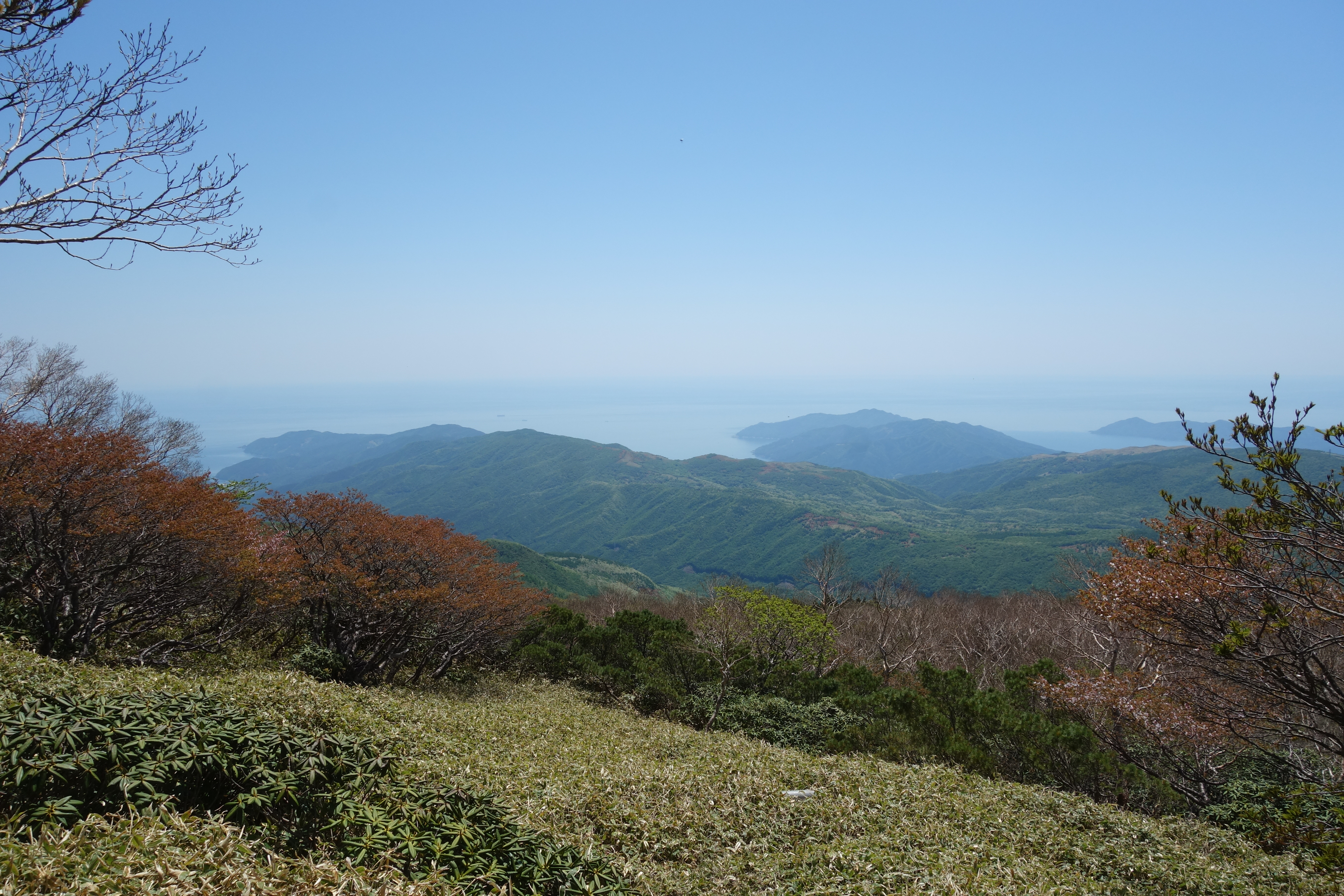
石楠花荘からリアス式海岸
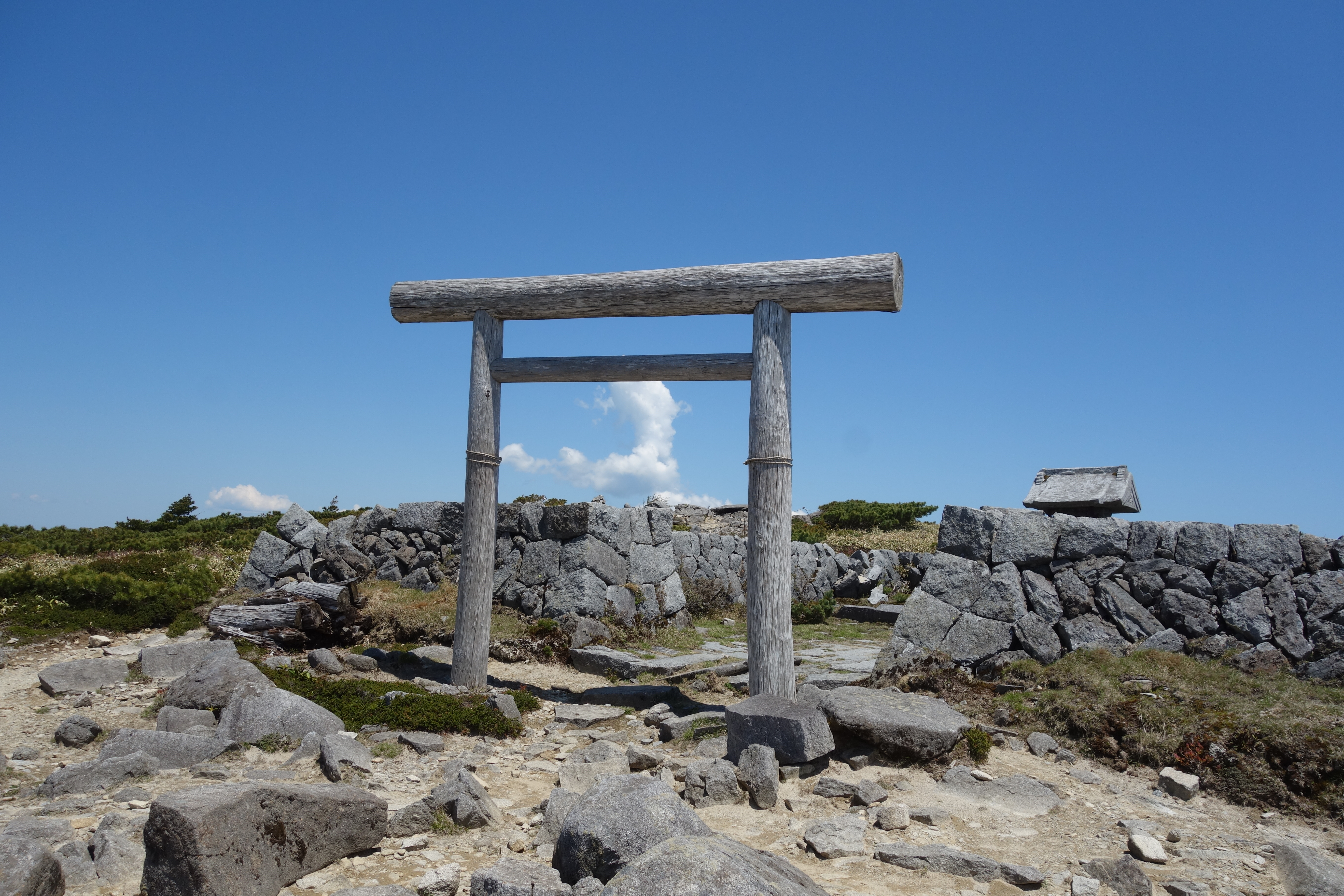
山頂直下の日枝神社
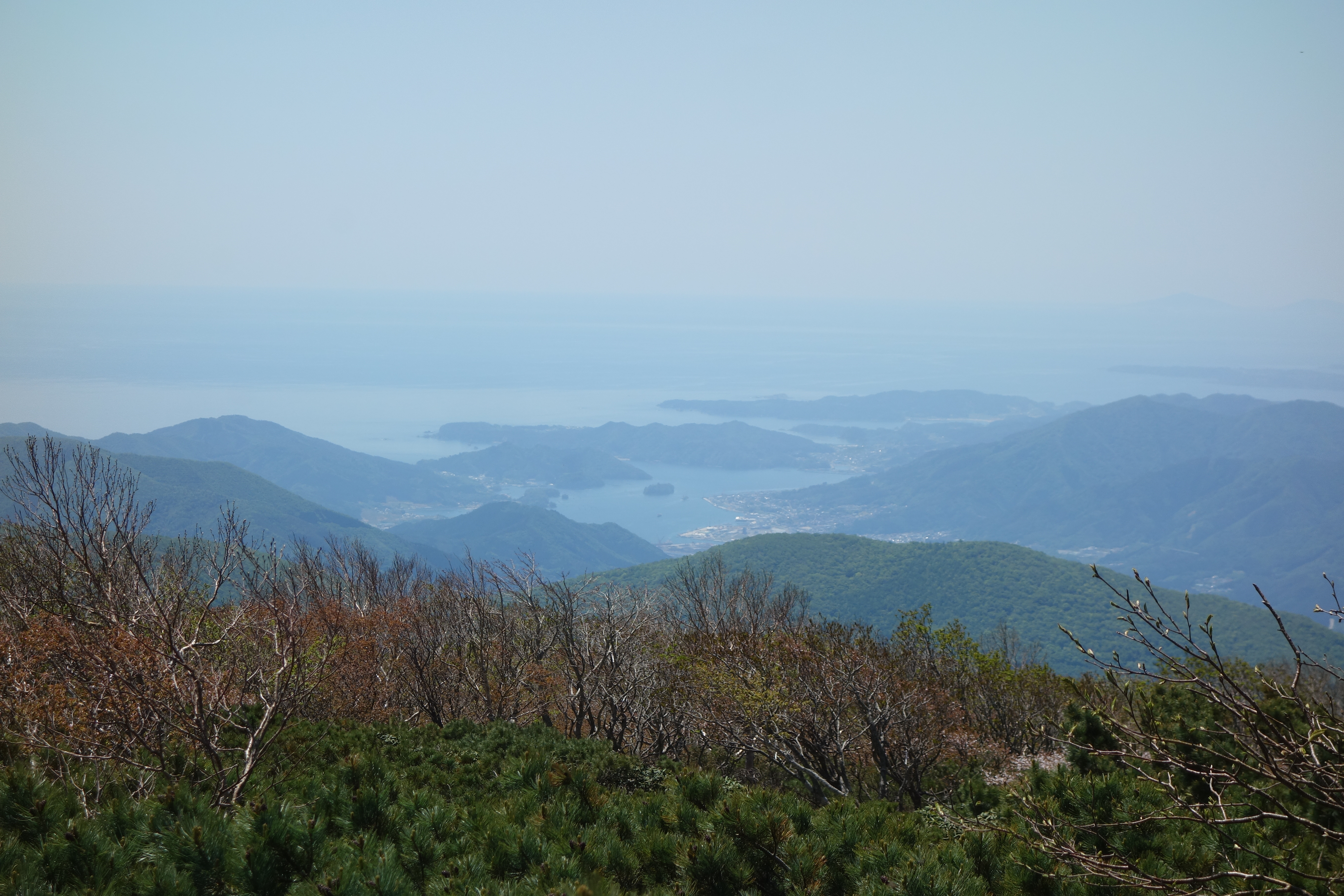
五葉山からの大船渡
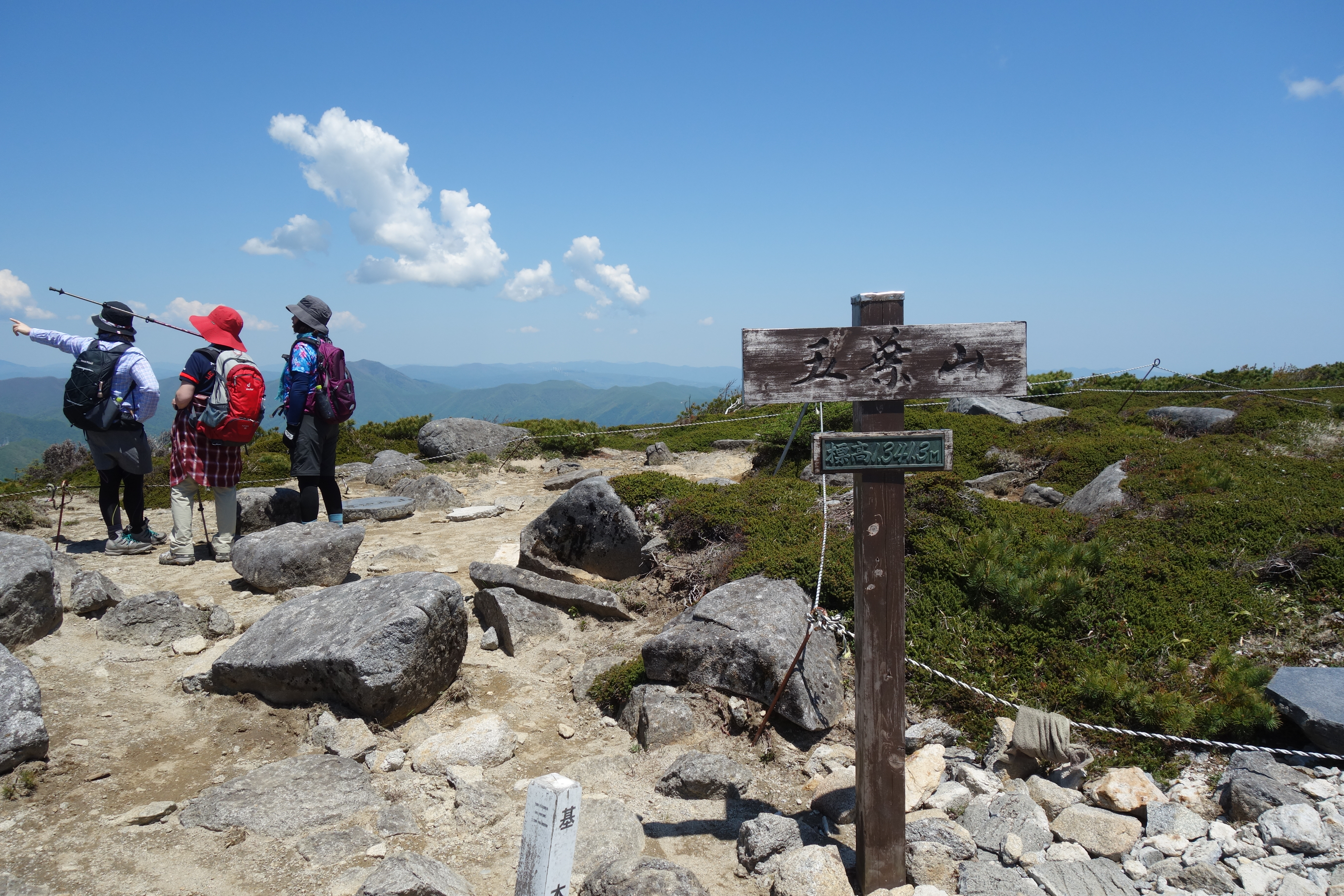
五葉山山頂
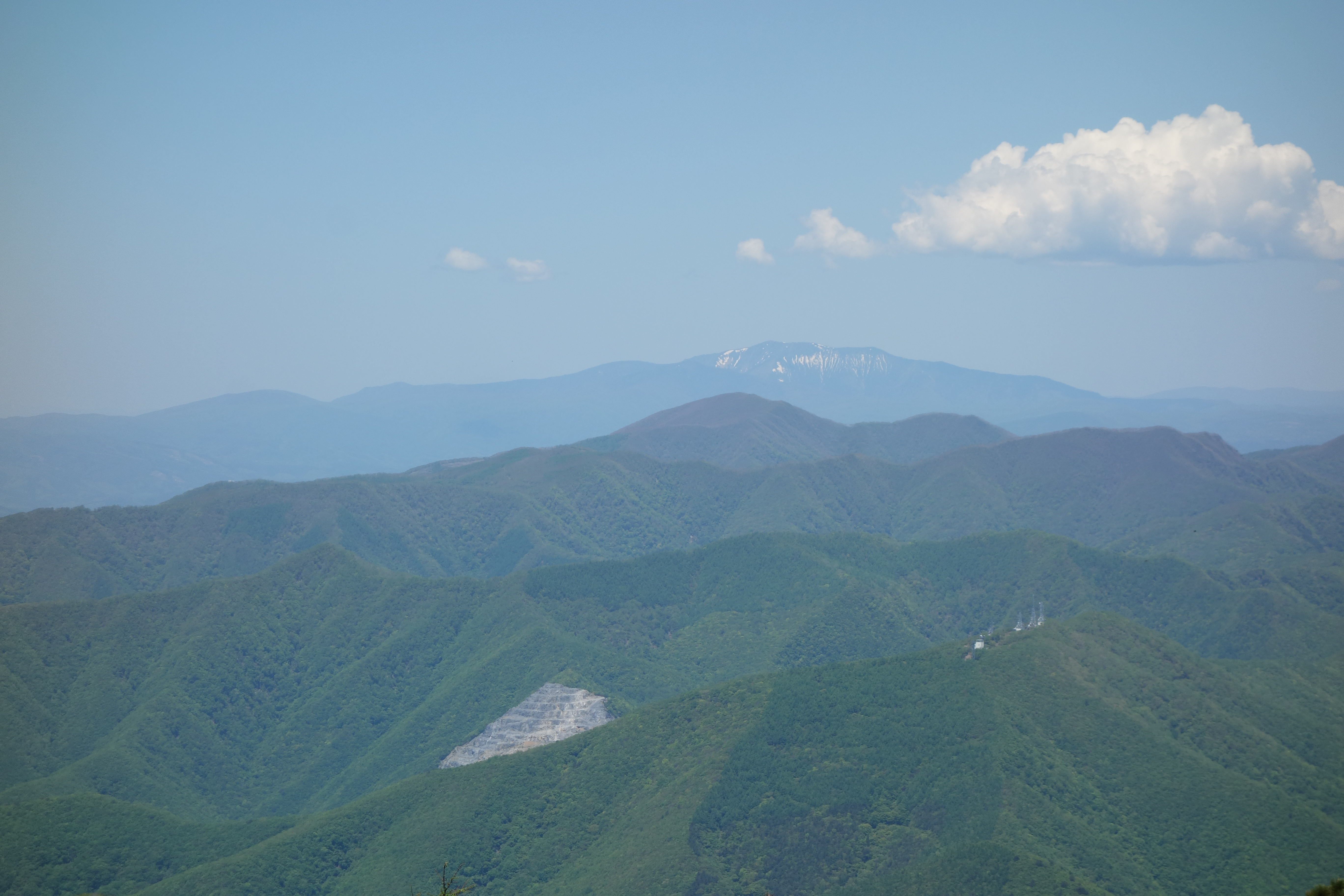
五葉山からの早池峰
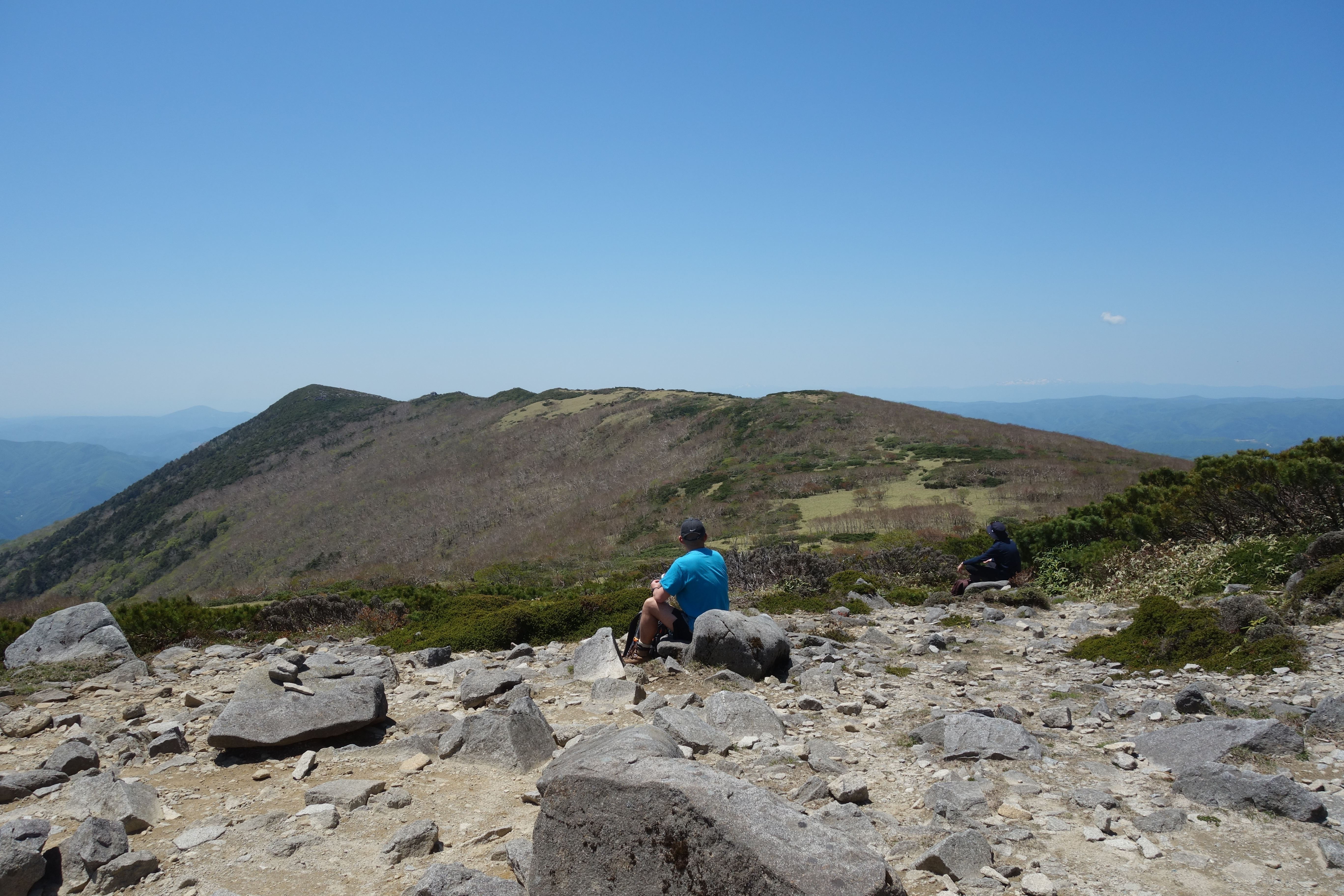
日枝神社から黒岩方面